# Un anno a primavera
Un anno a primavera è una miniserie televisiva del 2005, diretta da Angelo Longoni. Segna il debutto di Nicoletta Romanoff sul piccolo schermo.

## Trama
Angela è una ragazza che soffre di ansia e attacchi di panico fin dall'incidente che ha causato la prematura scomparsa della madre, avvenuto in sua presenza. In seguito alla morte di suo padre, stroncato da un infarto, la sorella maggiore la convince a partecipare ai progetti del Centro Primavera, perché possa trovare un po' di pace nel mezzo delle diverse attività ricreative. Lì incontra Nicola, giovane obiettore di coscienza che al posto della leva militare presta servizio civile come operatore della struttura. Il ragazzo offrirà ad Angela il conforto di cui ha sempre avuto bisogno, aprendole un nuovo mondo di calma ed emozioni positive.

## Produzione

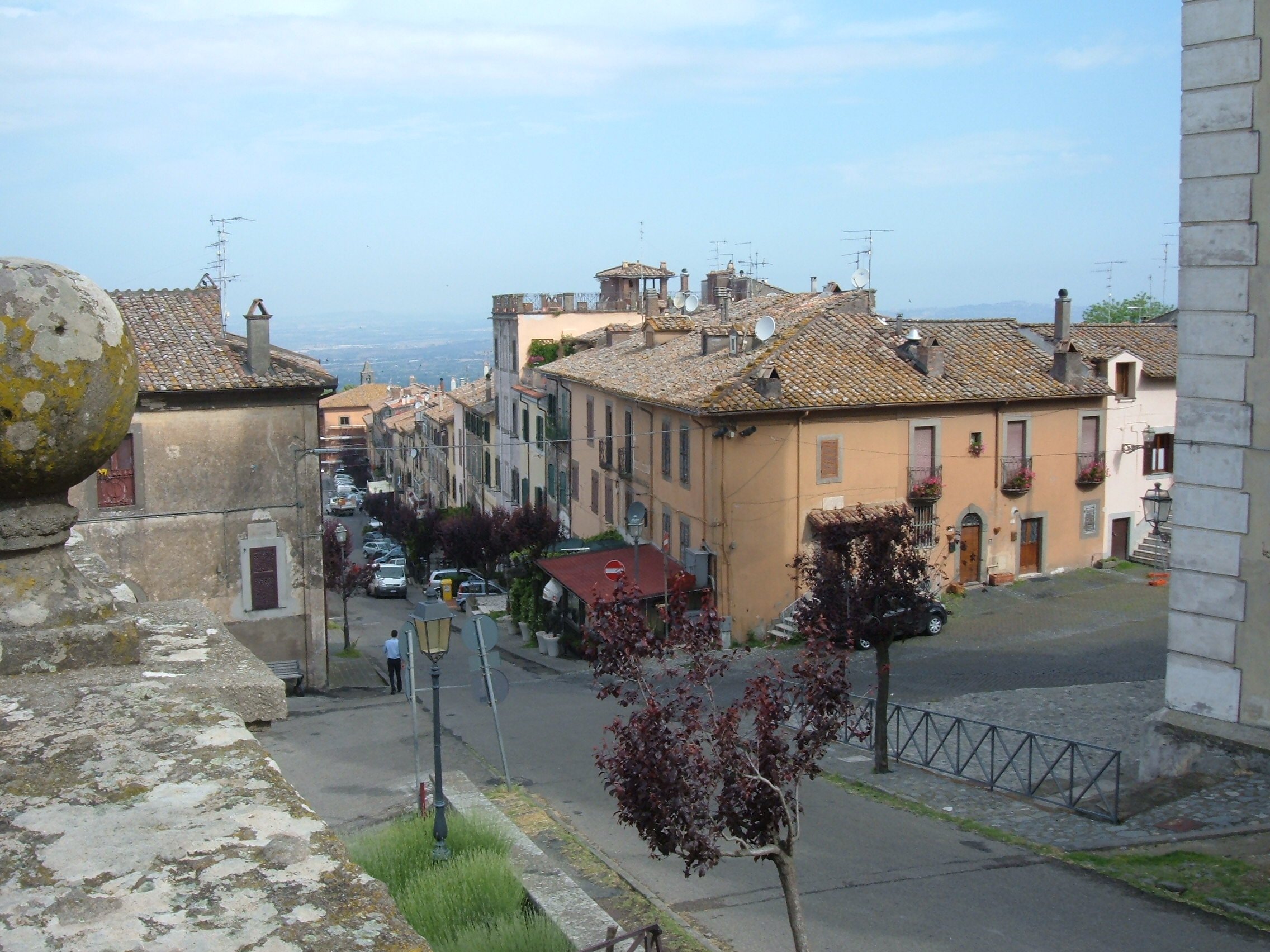
Location per le riprese della miniserie

La miniserie, girata a San Martino al Cimino, vanta la partecipazione di alcuni ragazzi della Comunità Eta Beta, associazione viterbese impegnata nell'assistenza di bambini e adolescenti diversamente abili.
Il titolo dell'opera, oltre che al nome della struttura presso cui Angela trova l'amore, è un riferimento alla durata dell'intera vicenda: un anno, prima che ritorni finalmente la primavera.
Nicoletta Romanoff e Giorgio Pasotti si sono innamorati sul set.

## Distribuzione
La miniserie è stata trasmessa per la prima volta su Rai 2, nelle prime serate del 4 e del 5 gennaio 2005, e in seguito è stata pubblicata in DVD in edizione doppio disco. Dalle reti Rai viene sempre trasmessa in due parti.